# Hymenostylium dicranelloides
Hymenostylium dicranelloides là một loài rêu trong họ Pottiaceae. Loài này được Broth. ex Dixon mô tả khoa học đầu tiên năm 1928.